# Namatianus
Namatianus vagy Numatianus, teljes nevén Claudius Rutilius Namatianus (5. század), ókori római költő.
Galliából származott, Romában magister officiorum és praefectus urbi volt. Amikor 416-ban a gótok Italiába törtek, Namatianus Rómából Galliába tért haza. Ezt az utazását énekelte meg elégiai versmértékben, De ieditu suo cím alatt. A költeményből, amely klasszikus formájával tűnik ki, és Itinerarium név alatt is ismeretes, az első könyv és a másodiknak eleje maradt ránk. Magyar fordítása Fábián Gábortól való (Budapest, 1876).